# Узбекистон ифтихори
«Ўзбекистон ифтихори» (узб. O’zbekiston iftixori — в переводе «Гордость Узбекистана») — почётное звание Узбекистана, учреждённое законом Республики Узбекистан от 28 августа 1998 года. Звание присваивается указами Президента Республики Узбекистан «гражданам Республики Узбекистан, добившимся на чемпионатах мира, Олимпийских играх и на равнозначных им спортивных форумах звания чемпиона-победителя и своими достижениями способствующим возвеличиванию престижа, чести и славы Родины».
Звание присваивается не только спортсменам:
- в 2003 году звания был удостоен Берадор Абдураимов — известный в прошлом футболист, приведший как тренер сборную Узбекистана по футболу к победе на Азиатских играх 1994 года[2];
- 20 июля 2010 года звания был удостоен Равшан Ирматов — судья международной категории по футболу, в качестве главного арбитра проведший 5 матчей чемпионата мира 2010 года[3].

## Нагрудный знак
Законом Республики Узбекистан от 28 августа 1998 года было утверждено описание нагрудного знака:

Нагрудный знак изготавливается из серебра 925 пробы, покрытого золотом толщиной 0,25 микрона, имеет форму круга диаметром 36 миллиметров. Толщина знака 2,2 миллиметра.
На плоской окантованной лицевой стороне знака, покрытой белой эмалью, изображен овал стадиона с футбольным полем зелёного цвета, в нижней части которого расположена олимпийская символика — пять сплетённых колец. Над стадионом изображены кисти рук серебристого цвета, держащие рельефный Герб Республики Узбекистан. В верхней части знака, над гербом, расположена надпись «O’ZBEKISTON IFTIXORI». В нижней части — лавровые ветви, покрытые прозрачной эмалью зелёного цвета и обрамлённые в середине лентой цветов Государственного флага Республики Узбекистан.
На оборотной стороне знака изображен Государственный герб Республики Узбекистан. Под гербом, в нижней части, вогнутым шрифтом нанесен номер знака размером 1 миллиметр.
Изображения и надпись выпуклые.
Нагрудный знак с помощью ушка и кольца соединяется с колодкой, внутренняя часть которой покрыта муаровой лентой цветов Государственного флага Республики Узбекистан.

Законом Республики Узбекистан от 26 мая 2000 года описание нагрудного знака было изменено:

Нагрудный знак изготавливается из серебра 925 пробы, покрытого золотом толщиной 1 микрон, и имеет форму круга диаметром 36 миллиметров.
На плоской окантованной лицевой стороне знака изображено поле стадиона, окаймлённое беговыми дорожками серебристого цвета, покрытое эмалью зелёного цвета, в центре которого находится олимпийская символика — пять сплетённых колец, внутренняя поверхность которых также серебристого цвета. Над полем стадиона располагаются две руки серебристого цвета, держащие Государственный герб Республики Узбекистан. В верхней части герба, в месте расположения мусаммана, помещается рубин диаметром 1,5 миллиметра. По верхнему полукругу медали, над гербом, располагается надпись «O’ZBEKISTON IFTIXORI». По нижнему полукругу знака — лавровая ветвь, покрытая прозрачной эмалью зелёного цвета и разделённая посередине лентой цветов Государственного флага Республики Узбекистан.
На оборотной стороне знака изображен Государственный герб Республики Узбекистан.
Изображения и надпись выпуклые.
Нагрудный знак с помощью ушка и кольца соединяется с колодкой, внутренняя часть которой покрыта муаровой лентой цветов Государственного флага Республики Узбекистан.